# Lilium wenshanense
Lilium wenshanense là một loài thực vật có hoa trong họ Liliaceae. Loài này được L.J.Peng & F.X.Li miêu tả khoa học đầu tiên năm 1990.